# NLL sezon 2002
Sezon rozpoczął się 16 listopada 2001 roku, a zakończył 13 kwietnia 2002 roku. W tym sezonie do rozgrywek przystąpiły zespoły: New Jersey Storm, Montreal Express, Vancouver Ravens i Calgary Roughnecks. W tym sezonie podczas meczu All Star Game zespół z północy pokonał południe 14 – 10. Również w tym sezonie władze ligi przydzieliły zespoły do trzech grup. Był to szesnasty sezon zawodowej ligi lacrosse (licząc sezony EPBLL i MILL). Mistrzem sezonu została drużyna Toronto Rock.

## Wyniki sezonu
W – Wygrane, P – Przegrane, PRC – Liczba wygranych meczów w procentach, GZ – Gole zdobyte, GS – Gole stracone
| Kwalifikacja do playoffs |

| Wschodnia Dywizja  |   |    |       |     |     |
| Drużyna            | W | P  | PRC   | GZ  | GS  |
| Washington Power   | 9 | 7  | 0.563 | 253 | 243 |
| Philadelphia Wings | 8 | 8  | 0.500 | 222 | 237 |
| New York Saints    | 5 | 11 | 0.313 | 200 | 249 |
| New Jersey Storm   | 5 | 11 | 0.313 | 178 | 232 |

| Centralna Dywizja     |    |    |       |     |     |
| Drużyna               | W  | P  | PRC   | GZ  | GS  |
| Albany Attack         | 14 | 2  | 0.875 | 252 | 194 |
| Rochester Knighthawks | 13 | 3  | 0.813 | 261 | 202 |
| Montreal Express      | 8  | 8  | 0.500 | 237 | 227 |
| Buffalo Bandits       | 8  | 8  | 0.500 | 210 | 215 |
| Columbus Landsharks   | 5  | 11 | 0.313 | 198 | 230 |

| Północna Dywizja   |    |    |       |     |     |
| Drużyna            | W  | P  | PRC   | GZ  | GS  |
| Toronto Rock       | 11 | 5  | 0.688 | 223 | 176 |
| Vancouver Ravens   | 10 | 6  | 0.625 | 236 | 192 |
| Calgary Roughnecks | 4  | 12 | 0.250 | 224 | 264 |
| Ottawa Rebel       | 4  | 12 | 0.250 | 202 | 245 |

### Playoffs

#### Ćwierćfinały
- Vancouver Ravens 10 – Rochester Knighthawks 11
- Washington Power 12 – Philadelphia Wings 11

#### Półfinały
- Washington Power 11 – Toronto Rock 12
- Rochester Knighthawks 10 – Albany Attack 14

### Finał
- Toronto Rock 13 – Albany Attack 12

## Nagrody
| Nagroda                        | Zwycięzca      | Drużyna          |
| ------------------------------ | -------------- | ---------------- |
| MVP sezonu                     | Paul Gait      | Washington Power |
| Najlepszy debiutant sezonu     | Blaine Manning | Toronto Rock     |
| Trener sezonu                  | Bob McMahon    | Albany Attack    |
| MVP meczu finałowego           | Colin Doyle    | Toronto Rock     |
| Najlepszy strzelec (54 bramki) | Paul Gait      | Washington Power |